# Charles-Louis Balzac
Pour les articles homonymes, voir Balzac.
Charles Louis Balzac, né à Paris en 1752 et mort le 29 mars 1820, est un architecte, dessinateur et écrivain français.

## Biographie
Il est membre de la commission des sciences et des arts créée par un arrêté du Directoire Exécutif le 26 ventôse an VI (16 mars 1798). En août 1799, il s'embarque à Boulaq pour la Haute-Égypte et visite Siout, Karnak, Louxor. Il participa à la commission Costaz chargée de l'exploration systématique de Haute-Égypte.
Il fournit une grande quantité de dessins d'architecture pour la Description de l'Égypte, et présente une notice sur les ruines d'un cirque situé à Alexandrie.
Il fait jouer au théâtre du Caire en 1801 un opéra-comique, Les Deux Meuniers par Rigel, dont il rédigea le livret en vers.

De retour en France, il est nommé membre de l'Institut et il entre au service des travaux publics du département de la Seine et devient inspecteur en chef des travaux publics de la ville de Paris.

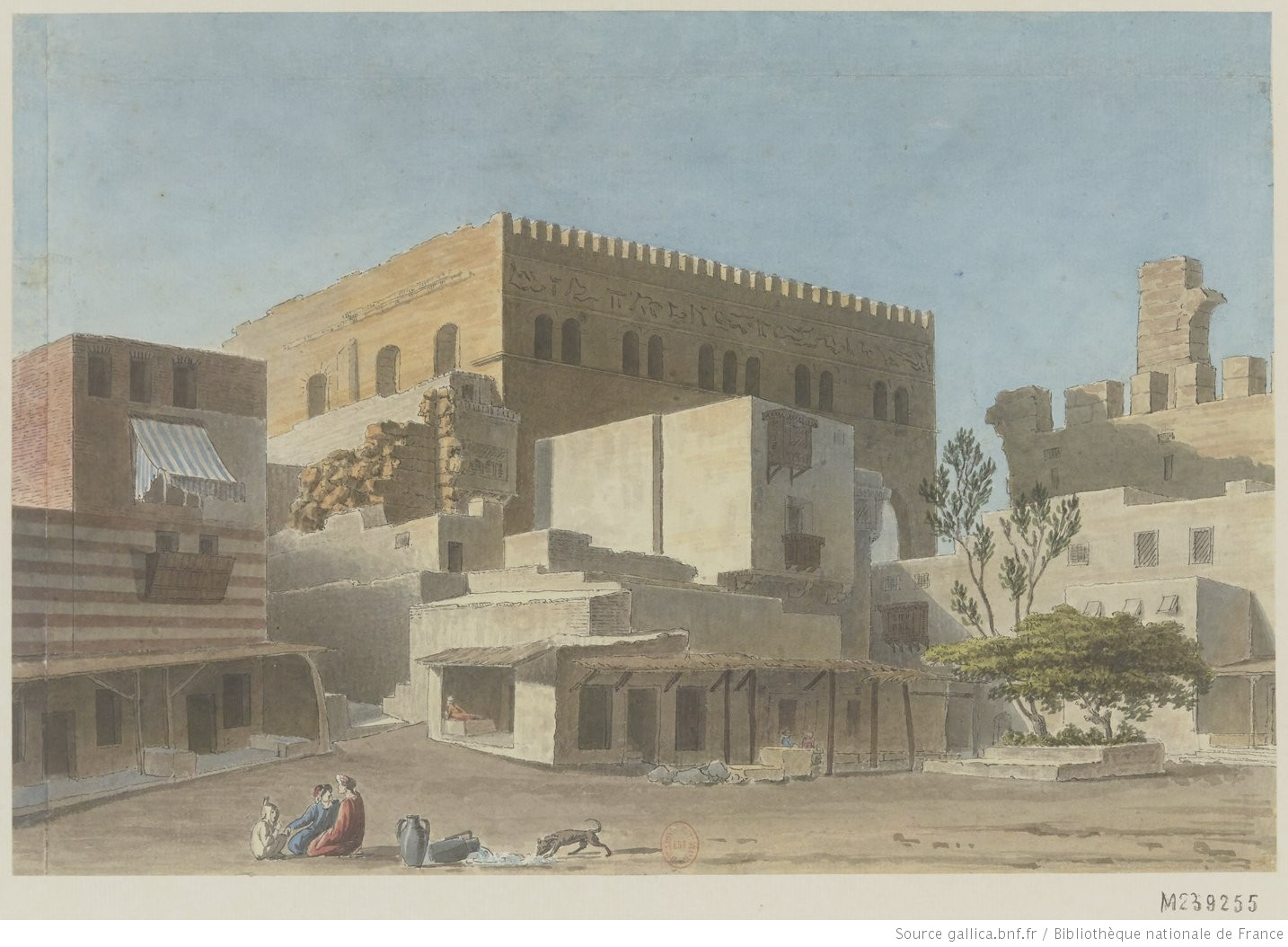
Le Caire, vue extérieure du Divan de Joseph, Charles-Louis Balzac, c. 1798-18069
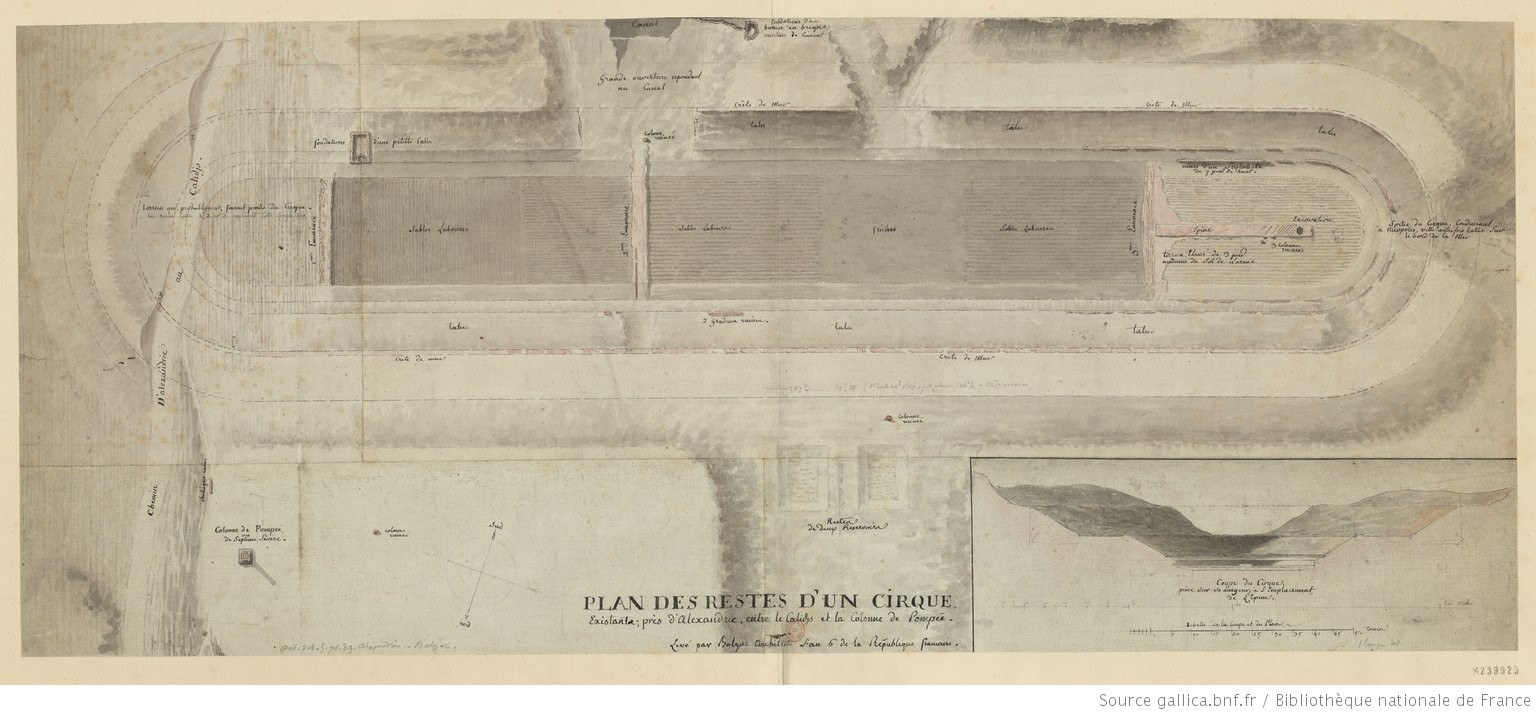
Plan des restes d'un cirque près d'Alexandrie, Charles-Louis Balzac c. 1798-1822, :

## Sources
- Édouard de Villiers du Terrage, Journal et souvenirs sur l'expédition d'Égypte, mis en ordre et publiés par le baron Marc de Villiers du Terrage, Paris, E. Plon, Nourrit, 1899, et L'expédition d'Égypte 1798-1801, Journal et souvenirs d'un jeune savant, Paris, Cosmopole, 2001 et 2003, p. 351.
- Yves Laissus, L'Égypte, une aventure savante 1798-1801, Paris, Fayard, 1998.